# Computerwelt
Computerwelt är Kraftwerks åttonde studioalbum, utgivet i maj 1981. För den engelska marknaden släpptes det under titeln Computer World där de tyska låttexterna är utbytta mot engelska. Låtarna handlar om de nya möjligheterna som det datoriserade samhället för med sig, men även skräcken för att de stora företagen och institutionerna skall kontrollera och registrera människan med hjälp av den nya tekniken.
Den sista låten, "It's More Fun to Compute", är på engelska på alla språkversionerna av albumet. Titeln är Kraftwerks omskrivning av sloganen "It's more fun to compete" som ses på flera gamla flipperspel. 

## Låtförteckning

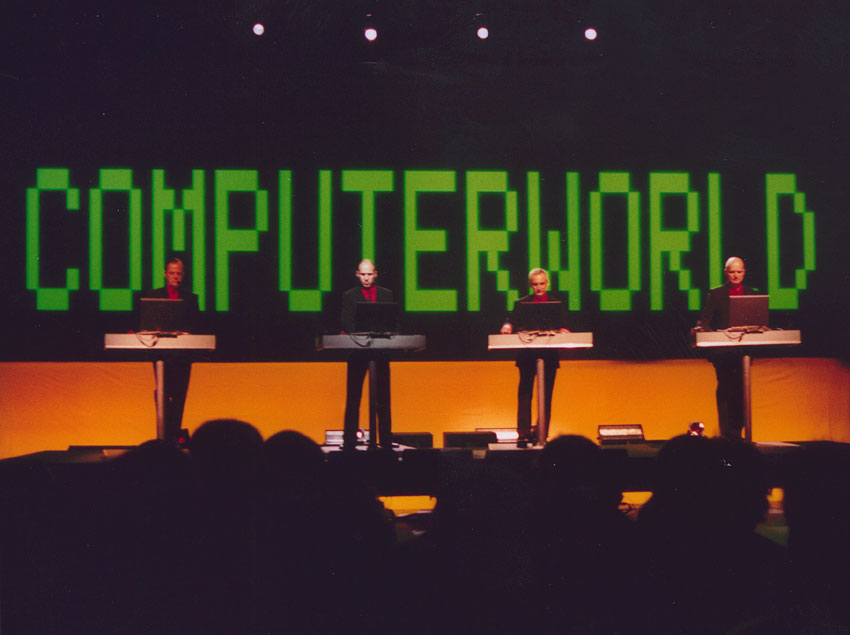
Låten "Computerworld" framförd på Cirkus i Stockholm, 2004.

### Tyska utgåvan
| 1. | Computerwelt   | Ralf Hütter · Florian Schneider · Emil Schult | Hütter · Karl Bartos        | 5:05 |
| 2. | Taschenrechner | Hütter · Schult                               | Hütter · Bartos             | 5:00 |
| 3. | Nummern        |                                               | Hütter · Schneider · Bartos | 3:19 |
| 4. | Computerwelt 2 |                                               | Hütter · Schneider · Bartos | 3:23 |

| 5. | Computerliebe            | Hütter · Schult | Hütter · Bartos             | 7:15 |
| 6. | Heimcomputer             | Schneider       | Hütter · Schneider · Bartos | 6:17 |
| 7. | It's More Fun to Compute |                 | Hütter · Schneider · Bartos | 4:13 |

### Engelska utgåvan
| 1. | Computer World    | Ralf Hütter · Florian Schneider · Emil Schult | Hütter · Karl Bartos        | 5:05 |
| 2. | Pocket Calculator | Hütter · Schult                               | Hütter · Bartos             | 4:55 |
| 3. | Numbers           |                                               | Hütter · Schneider · Bartos | 3:19 |
| 4. | Computer World 2  |                                               | Hütter · Schneider · Bartos | 3:21 |

| 5. | Computer Love            | Hütter · Schult | Hütter · Bartos             | 7:15 |
| 6. | Home Computer            | Schneider       | Hütter · Schneider · Bartos | 6:17 |
| 7. | It's More Fun to Compute |                 | Hütter · Schneider · Bartos | 4:13 |

### Franska utgåvan (endast vinyl)
1. Computer World – 5:06
2. Mini-Calculateur – 4:55
3. Numbers – 3:19
4. Computer World 2 – 3:23
5. Computer Love – 7:16
6. Home Computer – 6:19
7. It's More Fun to Compute – 4:14

### Japanska utgåvan (endast vinyl)
1. Computer World – 5:06
2. Dentaku – 4:55
3. Numbers – 3:19
4. Computer World 2 – 3:23
5. Computer Love – 7:16
6. Home Computer – 6:19
7. It's More Fun to Compute – 4:14

### Japansk CD - återutgåva 1997
1. Computer World – 5:06
2. Pocket Calculator – 4:55
3. Numbers – 3:19
4. Computer World 2 – 3:23
5. Computer Love – 7:16
6. Home Computer – 6:19
7. It's More Fun to Compute – 4:14
8. Dentaku – 4:55

## Medverkande
- Ralf Hütter – keyboards, mixning, orchestron, Synthanorma Sequenzer, synthesizer, vocoder, sång
- Florian Schneider – mixning, synthesizer, vocoder
- Karl Bartos – trummaskiner
- Wolfgang Flür – trummaskiner